# Eliška Procházková
Eliška Procházková (někdy též Alžběta Procházková), rozená Strommerová (11. listopadu 1894 Petrovaradin – 24. října 1942 Koncentrační tábor Mauthausen) byla dobrovolnou sestrou Československého červeného kříže, účastnice protinacistického odboje a podporovatelka parašutistů, např. Alfréda Bartoše z operace Silver A.

## Život
Eliška Procházková se narodila 11. listopadu 1894 v jugoslávském Petrovaradinu do rodiny Jana Strommera a Anny Strommerové, rozené Müllerové. S manželem Jaroslavem Procházkou (* 2. prosince 1887 Hulín), kapitánem československé armády ve výslužbě, měla dceru Elišku a bydlela v Praze Vršovicích, Kodaňská 559/23. Pracovala v domácnosti.
Eliška Procházková byla členkou vršovického Sokola a spolu s manželem patřila za protektorátu k sokolské rezistenci. Zároveň působila ve Sboru dobrovolných sester Československého červeného kříže, jenž byl v protektorátu v srpnu 1940 zakázán a zrušen. Eliška Procházková, stejně jako řada jeho členů a zaměstnanců, pak spolupracovala s odbojem. Podporovala vlastence žijící v ilegalitě a spolupracovala s hlavními podporovateli parašutistů v Praze, např. s Marií Moravcovou a Janem Zelenkou-Hajským ale i s dalšími příslušníky sokolské organizace Jindra, např. s Ladislavem Vaňkem.
Dne 26. dubna 1942 se v bytě Elišky a Jaroslava Procházkových v Kodaňské ulici sešel Ladislav Vaněk s velitelem výsadku Silver A Alfrédem Bartošem. Vaněk zde předal Bartošovi text depeše do Londýna, ve které Vaněk žádal neprovádět atentát na Reinharda Heydricha. Kontakt na Ladislava Vaňka zprostředkovali Bartošovi členové výsadku Anthropoid Jozef Gabčík a Jan Kubiš a schůzku zajišťoval Josef Valčík ze Silver A.

## Zatčení, smrt
Eliška Procházková s manželem byli gestapem zatčeni 6. srpna 1942 ve svém bytě. Dne 29. září 1942 byli stanným soudem v Praze v nepřítomnosti odsouzeni k trestu smrti. Z policejní věznice Pankrác byli 13. října deportováni do Malé pevnosti Terezín a odtud 22. října transportováni do koncentračního tábora Mauthausen, kde byli 24. října 1942 popraveni zastřelením (Eliška Procházková v 10.38 hod., její manžel Jaroslav Procházka ve 14.52 hod.). Osud jejich dcery Elišky je neznámý.

## Připomínky
- Její jméno (Procházková Eliška roz. Strommerová *11. 11. 1894) a jméno jejího manžela (Procházka Jaroslav kpt. *2. 12. 1887) jsou uvedena na pomníku při pravoslavném chrámu svatého Cyrila a Metoděje (adresa: Praha 2, Resslova 9a). Pomník byl odhalen 26. ledna 2011 a je součástí Národního památníku obětí heydrichiády.[8]
- Jména Elišky Procházkové a jejího manžela jsou uvedena na pamětní desce obětem 1. a 2. světové války u zadního vstupu sokolovny Sokola Vršovice, Vršovické náměstí 111/2, Praha 10.[9]
- Na domě, kde Eliška Procházková žila (Praha 10 - Vršovice, Kodaňská 559/23), je umístěna pamětní deska s jejím jménem.[1] Na desce je nápis: "V TOMTO DOMĚ BYDLELA A 6. VIII. 1942 ZATČENA GESTAPEM PŘEDSEDKYNĚ OBDORU DOBR. SESTER ČSL. ČERVENÉHO KŘÍŽE VE VRŠOVICÍCH / PANÍ ELIŠKA PROCHÁZKOVÁ / SPOLUPRACOVNICE SKUPINY PARAŠUTISTŮ "JINDRA" / AČ MUČENA NEZRADILA, POPRAVENA BYLA S MANŽELEM 24. X. 1942 V MAUTHAUSENU. NA VĚČNOU PAMĚŤ ČSL. ČERVENÝ KŘÍŽ VE VRŠOVICÍCH. ŘÍJEN 1946."[10]

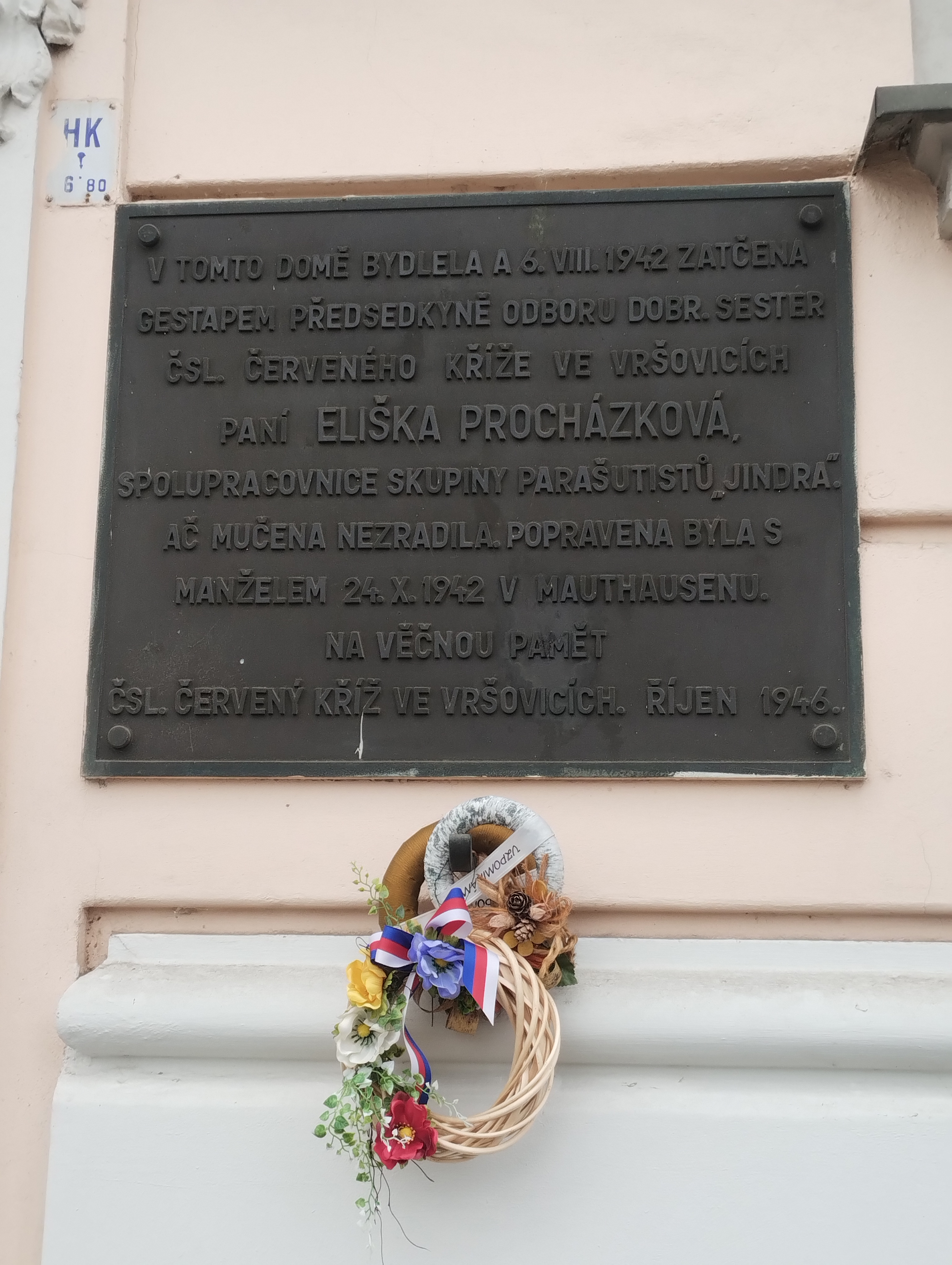
Pamětní deska Elišky Procházkové v Kodaňské ulici v Praze 10 - Vršovicích
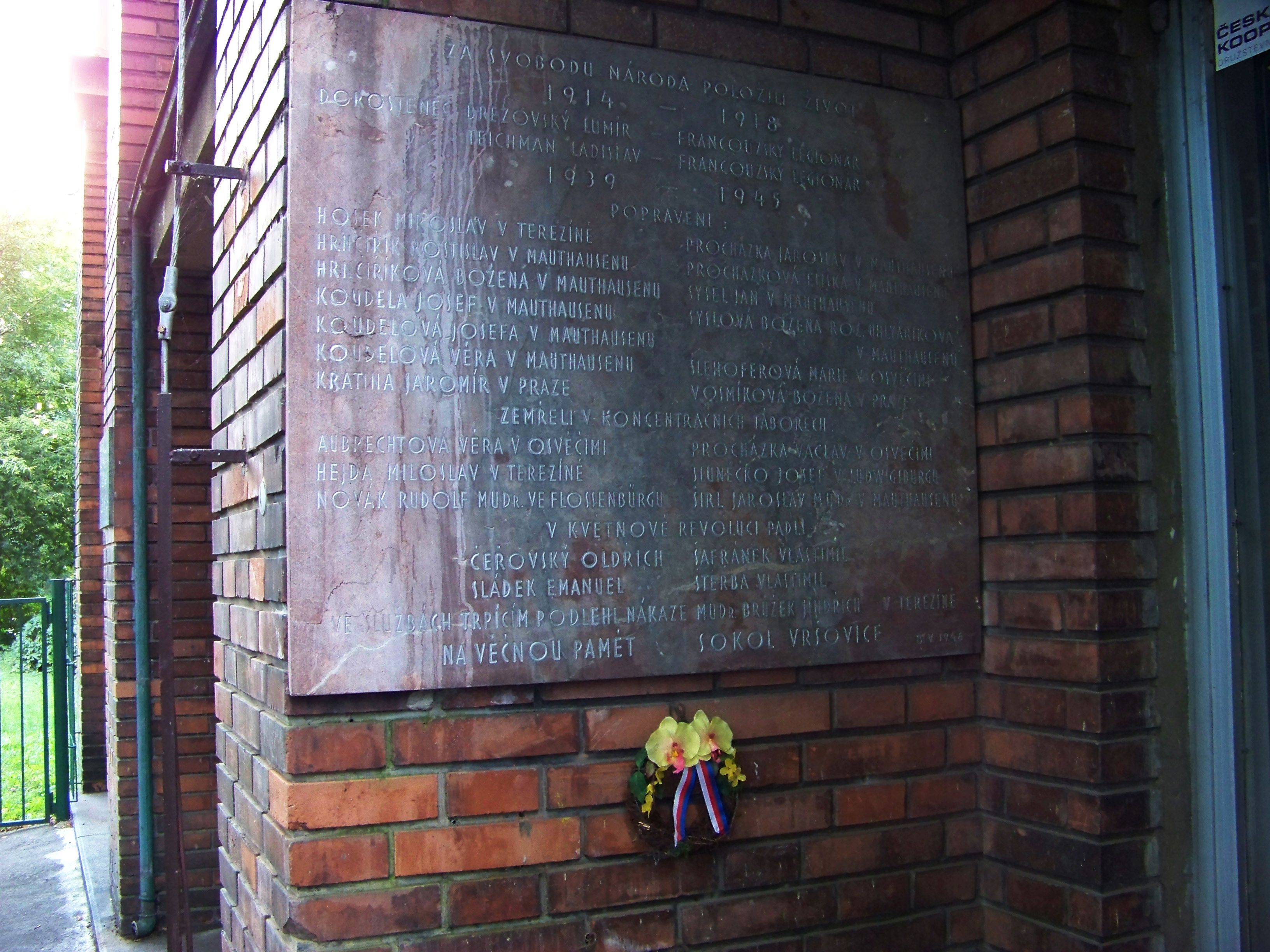
Pamětní deska obětem 1. a 2. světové války u zadního vstupu sokolovny Sokola Vršovice